# 28779 Acthieke
28779 Acthieke è un asteroide della fascia principale. Scoperto nel 2000, presenta un'orbita caratterizzata da un semiasse maggiore pari a 2,2922887 UA e da un'eccentricità di 0,1636626, inclinata di 2,95858° rispetto all'eclittica.